# Helophorus jocoteroi
Helophorus jocoteroi é uma espécie de insetos coleópteros polífagos pertencente à família Hydrophilidae.
A autoridade científica da espécie é Angus & Diaz Pazos, tendo sido descrita no ano de 1991.
Trata-se de uma espécie presente no território português.